# Rik Matthys
Henricus "Rik" Carolus Matthys (ur. 9 września 1925 w Borgerhout – zm. 13 października 1999 w Antwerpii) – belgijski piłkarz grający na pozycji obrońcy. Był reprezentantem Belgii.

## Kariera klubowa
Swoją karierę piłkarską Matthys rozpoczął w klubie Tubantia Borgerhout, w barwach którego zadebiutował w sezonie 1945/1946 w drugiej lidze belgijskiej. W 1948 roku przeszedł do pierwszoligowego RSC Anderlecht. Wraz z Anderlechtem wywalczył sześć tytułów mistrza Belgii w sezonach 1948/1949, 1949/1950, 1950/1951, 1953/1954, 1954/1955 i 1955/1956 oraz dwa wicemistrzostwa w sezonach 1952/1953 i 1956/1957. W 1957 przeszedł do holenderskiego Willema II Tilburg. W sezonie 1957/1958 awansował z nim z Eerste divisie do Eredivisie. W 1959 roku zakończył w nim swoją karierę.
| Sezon   | Klub                | Kraj     | Rozgrywki          | Mecze | Gole |
| ------- | ------------------- | -------- | ------------------ | ----- | ---- |
| 1945/46 | Tubantia Borgerhout | Belgia   | Division 1B        | ?     | ?    |
| 1946/47 | Tubantia Borgerhout | Belgia   | Division 1B        | ?     | ?    |
| 1947/48 | Tubantia Borgerhout | Belgia   | Division 1A        | ?     | ?    |
| 1948/49 | RSC Anderlecht      | Belgia   | Division d'Honneur | 26    | 0    |
| 1949/50 | RSC Anderlecht      | Belgia   | Division d'Honneur | 23    | 0    |
| 1950/51 | RSC Anderlecht      | Belgia   | Division d'Honneur | 26    | 0    |
| 1951/52 | RSC Anderlecht      | Belgia   | Division d'Honneur | 28    | 0    |
| 1952/53 | RSC Anderlecht      | Belgia   | Division 1         | 26    | 0    |
| 1953/54 | RSC Anderlecht      | Belgia   | Division 1         | 11    | 0    |
| 1954/55 | RSC Anderlecht      | Belgia   | Division 1         | 30    | 0    |
| 1955/56 | RSC Anderlecht      | Belgia   | Division 1         | 24    | 0    |
| 1956/57 | RSC Anderlecht      | Belgia   | Division 1         | 3     | 0    |
| 1957/58 | Willem II Tilburg   | Holandia | Eerste divisie     | ?     | ?    |
| 1958/59 | Willem II Tilburg   | Holandia | Eredivisie         | ?     | ?    |

## Kariera reprezentacyjna
W reprezentacji Belgii Matthys zadebiutował 14 października 1951 w przegranym 1:8 towarzyskim meczu z Austrią, rozegranym w Brukseli. W kadrze narodowej rozegrał 2 mecze, oba w 1951.